# 2020년 8월 죽음
다음은 2020년 8월에 사망한 저명한 인물 목록이다.
- 8월 1일
  - 미국의 영화배우 레니 샌토니
  - 미국의 영화배우 윌퍼드 브림리
- 8월 2일
  - 대한민국의 기업인 임성기
  - 중화인민공화국의 군인 왕하이
- 8월 3일
  - 대한민국의 야구감독 김진영
  - 북아일랜드의 정치인 존 흄
- 8월 5일
  - 대한민국의 가톨릭 주교 장익
  - 대한민국의 정치인 조형부
- 8월 7일 - 베트남의 정치인 레카피에우
- 8월 9일 - 미국의 프로레슬링선수 카말라
- 8월 10일 - 일본의 영화배우 와타리 테츠야
- 8월 11일 - 미국의 가수 트리니 로페즈
- 8월 13일
  - 타지키스탄의 시인 굴나자르 켈디
  - 베네수엘라의 정치인 다리오 비바스
- 8월 14일 - 잉글랜드의 류트니스트 줄리언 브림
- 8월 15일 - 대한민국의 정치인 류길재
- 8월 16일 - 대한민국의 작곡가 강석희
- 8월 17일 - 미국의 영화배우 게리 카울링
- 8월 18일 - 잉글랜드의 영화배우 벤 크로스
- 8월 21일 - 영국의 교육학자 켄 로빈슨
- 8월 23일
  - 대한민국의 가수 박성연
  - 일본의 정치인 와타나베 고조
- 8월 24일 - 콩고 공화국의 제6대 대통령 파스칼 리수바
- 8월 26일 - 일본의 천문학자 고이시카와 마사히로
- 8월 27일
  - 대한민국의 바둑기사 장두진
  - 대한민국의 가수 차중광
- 8월 28일 - 미국의 영화배우 채드윅 보스만
- 8월 29일 - 대한민국의 배우 신국
- 8월 31일
  - 인도의 정치인 프라나브 무케르지
  - 미국의 야구선수 톰 시버